# Tiến sĩ Eggman
Doctor Ivo "Eggman" Robotnik Doctor Eggman (Nhật: ドクター・エッグマン Hepburn: Dokutā Egguman), tên thật là Ivo Robotnik (Nhật: ロボトニック Hepburn:  Robotonikku) là nhân vật phản diện chính trong loạt game Sonic the Hedgehog. Eggman được sáng tạo và thiết kể bởi Naoto Oshima. Sau khi sáng tạo ra Nhím Sonic, Oshima đã thiết kế ra một nhân vật có hình dạng quả trứng để lựa chọn làm nhân vật phản diện trong trò chơi điện tử Sonic the Hedgehog vào năm 1991, khiến lão ta trở thành kẻ thù không đội trời chung của nhím Sonic trong bộ truyện tranh cùng tên.
Trong trò chơi điện tử, tiến sĩ Eggman là một nhà khoa học điên rồ có ý tưởng chinh phục được thế giới và thành lập ra đế chế riêng. Mặc dù lão ta đã trải qua một số thay đổi ngoại hình lớn, nhỏ xuyên suốt cả loạt game, nhưng thiết kế trong trò chơi điện tử của lão ta vẫn giữ được một số đặc điểm cơ bản, chẳng hạn như hình dáng của lão ta, quần áo màu đỏ-đen-vàng, đầu hói, kính râm cùng với ria mép lớn. Eggman thường tạo ra các thứ máy móc và robot. Đáng chú ý trong các trò chơi đầu tiên, lão ta cũng đã từng là một trùm định kỳ, xuất hiện trong hầu hết mọi cấp độ khi lái một trong những phương tiện máy móc do lão ta tạo ra.
Eggman đã xuất hiện trong hầu hết các trò chơi điện tử trong loạt game Sonic the Hedgehog kể từ lần đầu xuất hiện trong trò chơi điện tử Sonic the Hedgehog năm 1991. Lão ta trở nên nổi bật trên các phương tiện truyền thông khác, bao gồm cả truyện tranh, tiểu thuyết và phim hoạt hình. Lão ta đã xuất hiện lần đầu trên phim điện ảnh người đóng trong bộ phim chuyển thể Sonic the Hedgehog năm 2020 do Jim Carrey thủ vai lão ta. Eggman đã được các nhà phê bình đón nhận nồng nhiệt và là một trong những nhân vật phản diện nổi tiếng và dễ nhận biết nhất trong lịch sử ngành trò chơi điện tử.